# Rižoto
Rižoto je talijansko jelo načinjeno od riže i priloga. Na vrelom ulju, maslacu ili masti poprži se riža, a zatim se dodaju prilozi. Obično su to školjke, rakovi, ribe, gljive, meso, pršut, ali i povrće. Nakon što se dodaju prilozi, u rižoto se dodaje voda ili temeljac (riblji, mesni ili od povrća) u malim količinama, začini i pirja oko trideset minuta. Poslužuje se kao predjelo, glavno jelo ili prilog.

## Vanjske poveznice
Rižoto  Arhivirana inačica izvorne stranice od 15. listopada 2018. (Wayback Machine)